# Stortjärnen (Malungs socken, Dalarna)
Stortjärnen är en sjö i Malung-Sälens kommun i Dalarna och ingår i Dalälvens huvudavrinningsområde. Sjön har en area på 0,0736 kvadratkilometer och ligger 296,2 meter över havet. Sjön avvattnas av vattendraget Drombäcken.

## Delavrinningsområde
Stortjärnen ingår i det delavrinningsområde (674105-140053) som SMHI kallar för Inloppet i Långsjön. Medelhöjden är 324 meter över havet och ytan är 23,58 kvadratkilometer. Det finns inga avrinningsområden uppströms utan avrinningsområdet är högsta punkten. Drombäcken som avvattnar avrinningsområdet har biflödesordning 5, vilket innebär att vattnet flödar genom totalt 5 vattendrag innan det når havet efter 386 kilometer. Avrinningsområdet består mestadels av skog (59 procent) och sankmarker (28 procent). Avrinningsområdet har 1,89 kvadratkilometer vattenytor vilket ger det en sjöprocent på 8 procent.